# Sankt-Lars-Park

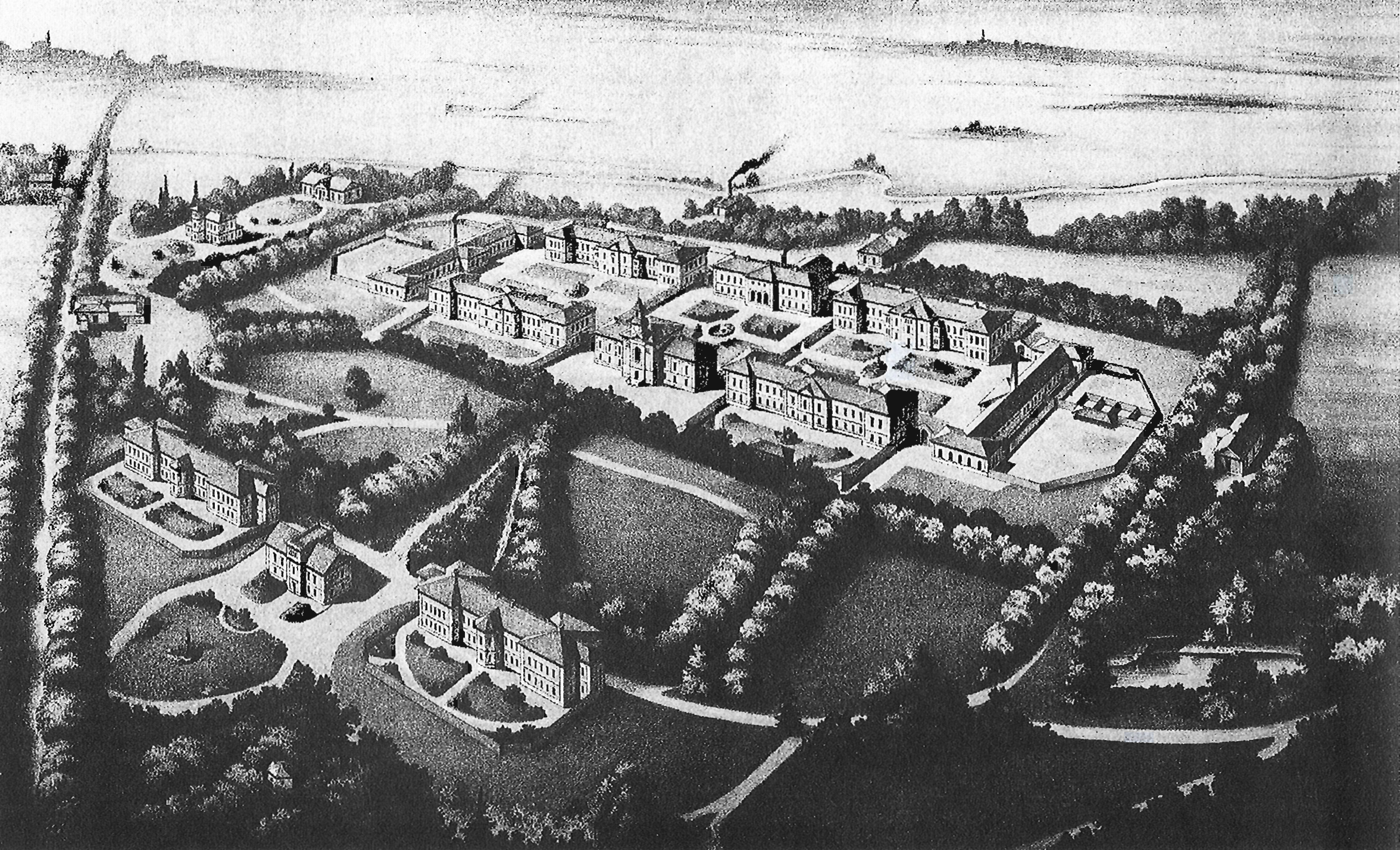
Der Sankt-Lars-Park im Jahr 1884 aus der Vogelperspektive.

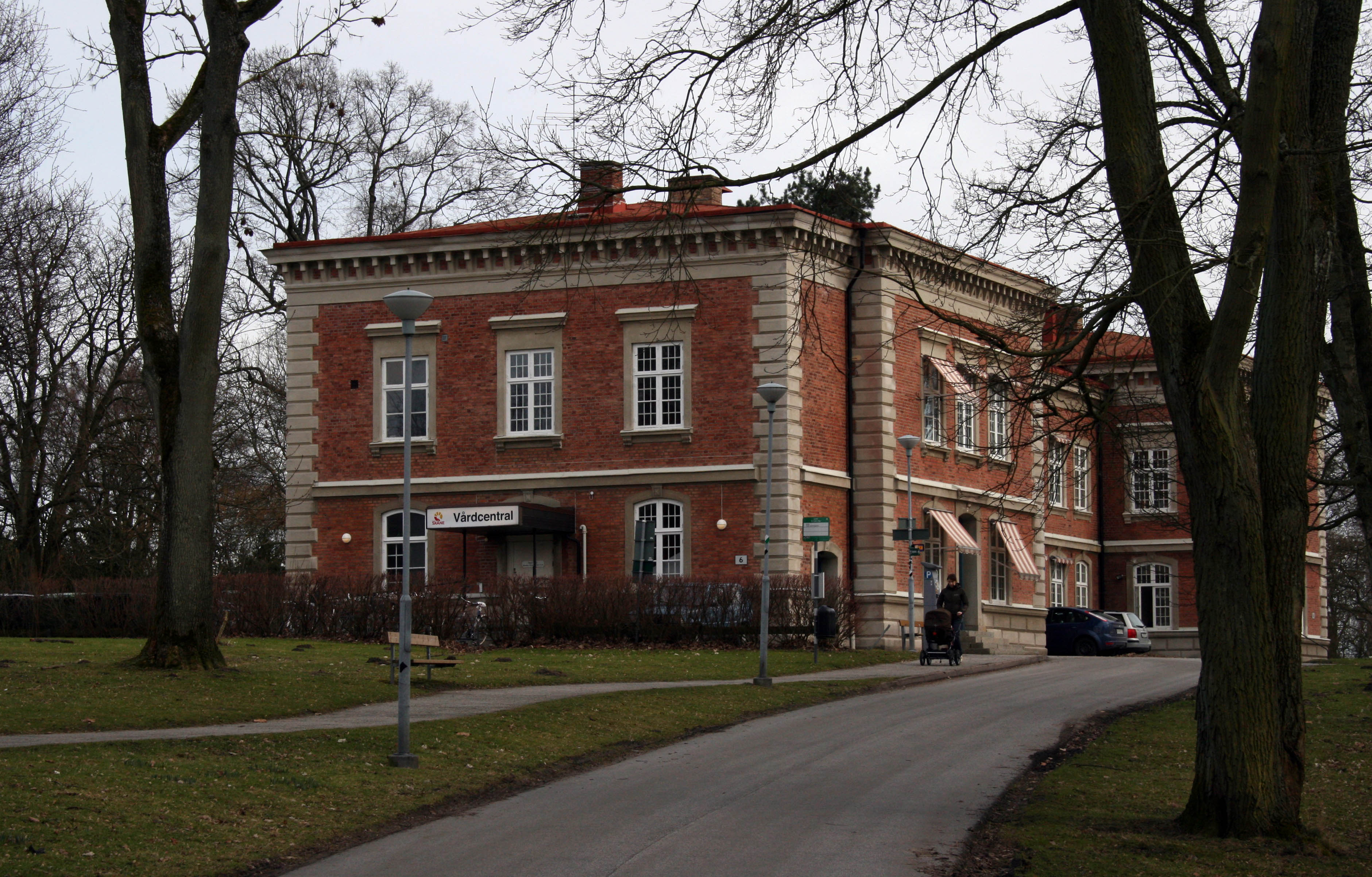
Gebäude des ehemaligen Sankt-Lars-Krankenhauses welches heutzutage eine staatliche Poliklinik (schwedisch: vårdcentral) beherbergt.

Der Sankt-Lars-Park liegt im Süden der Stadt Lund (Schweden) im Stadtteil Klostergården. Er wurde 1877 im Zuge des Baus des Lunder Hospitals – 1931 umbenannt in Sankt-Lars-Krankenhaus (schwedisch: S:t Lars sjukhus) – angelegt. Bei dem Sankt-Lars-Krankenhaus handelte es sich um eine psychiatrische Klinik, und die Anlage und Pflege des Parks war Bestandteil der Therapie. Mit der Planung des Parks war Henrik August Flindt aus Kopenhagen betraut. Die nähere Umgebung der Klinikgebäude wurde im sogenannten deutschen Stil angelegt, mit geometrischen Elementen und geradlinigen Wegen. Einige der Hauptverbindungswege wurden ebenfalls geradlinig angelegt, während der Rest im englischen Stil, mit weitläufig geschwungenen Wegen, gehalten wurde.
Heutzutage ist der Park gekennzeichnet durch alten, artenreichen Baumbestand aus u. a. Buchen, Kastanien, Eichen, Pappeln, Eschen, Erlen, Bergahorn und Birken, der stellenweise so dicht ist, dass er Waldcharakter besitzt. Ein kleines Flüsschen, die Höje å, fließt durch den Park und bereichert ihn um Auen-Landschaftselemente.
2013 verließ die letzte Behandlungseinrichtung für psychisch Kranke den Sankt-Lars-Park. Die Gebäude erfüllen heutzutage andere Zwecke, überwiegend als Schule oder Kindergarten.
Koordinaten: 55° 41′ 6″ N, 13° 10′ 50,02″ O